# Prévision des cyclones tropicaux
La Prévision des cyclones tropicaux est la science permettant de prévoir le développement des systèmes tropicaux et de leur déplacement. Un cyclone tropical est une puissante dépression météorologique qui se forme dans les régions tropicales et dont le moteur est la convection atmosphérique plutôt que la rencontre de différentes masses d'air comme dans les latitudes plus élevées. La formation de ces systèmes dépend donc de règles différentes, la cyclogénèse tropicale, qui ont été trouvées depuis le XIXe siècle. Les chercheurs en météorologie tropicale et les météorologues prévisionnistes ont développé au cours des années des techniques diagnostiques et des modèles numériques afin de prévoir le comportement de ces systèmes. La motivation principale de cette prévision est de minimiser les impacts sur la population se trouvant dans la trajectoire de ces systèmes qui produisent des vents violents, des pluies torrentielles, des ondes de tempêtes inondant les côtes et occasionnellement des tornades.

## Histoire
La première prévision connue de déplacement d'un cyclone tropical en occident fut l'œuvre du Lieutenant-colonel William Reed du Corps des ingénieurs royaux britanniques qui en 1847 utilisa les mesures de pression atmosphérique pour prévoir le passage d'un ouragan à la Barbade. Benito Vines introduisit un système de prévision et d'alertes cycloniques durant les années 1870 à La Havane, Cuba. Jusqu'au début du XXe siècle, la prévision des cyclones n'était que l'extrapolation du mouvement de systèmes analysés selon les données reçues par télégraphe des stations météorologiques sur la terre ferme. À partir des années 1920, le développement de la TSF a permis de recevoir les observations de navires et plus tard, les données des radiosondages a permis de se faire une idée en trois dimensions de l'atmosphère dans laquelle les cyclones se forment et se déplacent.
Durant les années 1940, l'aviation a permis de recevoir plus de données dans les vastes zones océaniques et les vols de reconnaissance par les militaires ont permis de rechercher ces systèmes. En 1943, le premier vol dans un ouragan a été effectué par la US Air Force. En 1944, une section dédiée à ce travail a été formé par la US Air Force, travail qui sera plus tard repris par le National Weather Service américain et d'autres services météorologique à travers les régions tropicales. Durant les années 1950, les réseaux de radars météorologiques le long des côtes ont permis de voir la structure des précipitations et le gouvernement américain a mis sur pied le précurseur de l'actuel National Hurricane Center et de sa division de recherche (Atlantic Oceanographic and Meteorological Laboratory). L'avènement des satellites météorologiques depuis les années 1960, dont TIROS-I fut le premier et des bouées météorologiques, a permis d'obtenir encore plus de données et de mieux suivre le déplacement des cyclones tropicaux.
À mesure que de nouvelles données s'ajoutèrent à l'arsenal des météorologistes, une meilleure compréhension de la structure et des conditions de formation des cyclones tropicaux est apparue. Les premières techniques diagnostiques, dérivées de la compréhension de l'environnement tropical, ont permis de non seulement en extrapoler le mouvement mais également le développement. Ces techniques mirent en relation, avant l'avènement des ordinateurs modernes puissants, l'observation de la position des systèmes avec le repérage des zones favorables et défavorables à leur progression dans l'atmosphère environnante. L'une des techniques encore utilisées de nos jours est celle de Dvorak qui utilise l'apparence des systèmes sur les photos satellitaires afin de déterminer et extrapoler leur stade de développement. D'un autre côté, les chercheurs ont dérivé mathématiquement l'évolution du flux atmosphérique et dès les années 1960 ont tenté de produire un calcul de son évolution qui a abouti à des modèles de prévision numérique du temps spécifiquement prévus pour les cyclones tropicaux.

## Problématique

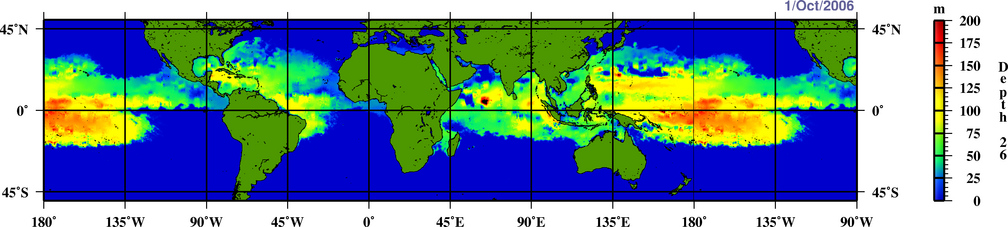
Profondeur de la couche de surface de la mer à 26 °C le 2006

Le moteur des cyclones tropicaux est le relâchement de chaleur latente par des précipitations orageuses. En effet, la vapeur d'eau qui se condense en gouttelettes de nuage relâche une certaine énergie qui sera reprise par la vapeur d'eau lors de la dissipation du nuage. Par contre, l'énergie utilisée pour former les gouttes de pluie, réchauffe l'air des bas niveaux ce qui permet d'entretenir le cycle orageux. Il faut donc que l'air soit très humide dans les bas et moyens niveaux de la troposphère pour fournir assez de "carburant" à la convection profonde pour maintenir le système.
D'autre part, le vent est le facteur critique qui contrôle l'organisation des orages en une rotation cyclonique. Comme il est une balance entre le gradient de pression et la force de Coriolis, pour que cette dernière soit suffisante pour induire une déviation des vents qui engendrera une rotation cyclonique, il faut s'éloigner de l'équateur d'au moins 10 degrés de latitude ou à peu près 500 km,. Dans une zone où le potentiel thermodynamique est assez important, des orages commenceront à se développer. Le moindre creux de mousson, onde tropicale, front très lâche de surface ou zone de convergence d'humidité dont la configuration des vents donnera un tourbillon suffisant, permettra à la convection d'entrer en rotation autour de ce point focal. Sans ce dernier, la convection restera désorganisée et sans lendemain.
Le changement des vents dans avec l'altitude, tant en direction qu'en vitesse, doit également être faible entre la surface et la tropopause. En effet, un cisaillement plus intense transporte l'air en ascendance dans les orages, et donc la précipitation, en aval et assèche les niveaux moyens de l'atmosphère. Or la chaleur latente dégagée par les orages doit rester dans le cyclone qui se développe pour y garder l'air chaud et humide afin de perpétuer les conditions à leur continuelle reformation. D'autre part, dans les cyclones naissants, le développement d'un complexe convectif de méso-échelle dans un environnement fortement cisaillé donnera des rafales descendantes qui couperont l'entrée d'air humide le coupant de sa source d'énergie.
Même si la formation de cyclones tropicaux reste encore un vaste sujet de recherche, on peut dire que selon ses déclencheurs mentionnés ci-dessus, il y a six facteurs prérequis pour leur développement, divisés en deux catégories :
Thermodynamique
- une température de surface de la mer suffisamment élevée
- une atmosphère instable
- une humidité absolue élevée dans la basse et moyenne troposphère

Dynamique
- un facteur de force de Coriolis non nul pour partir la rotation, en général à au moins 10 degrés de latitude nord ou sud de l'équateur
- une zone de convergence préexistante pour servir de focalisation
- un faible cisaillement vertical des vents.

## Techniques diagnostiques

### Trajectoire
Les forces contrôlant la trajectoire des cyclones tropicaux sont essentiellement les systèmes dépressionnaires et les anticyclones environnants ainsi que le cisaillement du vent avec l'altitude. La prévision de la position de ces éléments est donc cruciale dans la prévision tropicale. En général, le flux à grande échelle (échelle synoptique) contrôle de 70 à 90 pour cent de la trajectoire.
Une technique diagnostique courante est donc de considérer le vent moyen dans la couche sous 700 hPa (3 000 mètres) comme prédicteur instantanée du déplacement, auquel on ajoute un facteur de correction qui dépend de sa position par rapport aux systèmes environnants et à l'hémisphère considéré (facteur {\displaystyle \beta } de la Force de Coriolis). Par exemple, le {\displaystyle \beta } va dévier légèrement la trajectoire vers le nord d'un cyclone tropical qui passe au sud d'une crête barométrique sud-tropicale. Ainsi, les tempêtes se dirigeant vers le nord-ouest se déplacent plus vite et que celle vers le nord-est sont ralenties. Plus le cyclone est important, plus l'impact de {\displaystyle \beta } l'est lui aussi,.
La prévision faite avec cette technique doit utiliser la trajectoire historique lissée du système afin d'éviter les effets de variation à petite échelle de celle-ci. On note en effet une précession trochoïdale du centre du cyclone quand les bandes orageuses ne sont pas distribuées uniformément. Ceci est généralement dû à un cisaillement vertical variable dans le système. Pour un système particulièrement intense, les météorologues vont parfois utiliser le vent moyen dans une couche plus épaisse de l'atmosphère également,.
Cette technique et d'autres sont tirées de la connaissance des forces qui agissent sur les cyclones tropicaux mais ne sont que diagnostiques. Le développement de modèles numériques a permis de calculer plus précisément les interactions. Ces derniers donnent une trajectoire qui tient compte de toutes les observations quantifiées mais sont sujets à des erreurs inhérentes aux approximations des équations qu'ils contiennent, aux erreurs de mesure des données et à la puissance de calculs des ordinateurs.

### Intensité

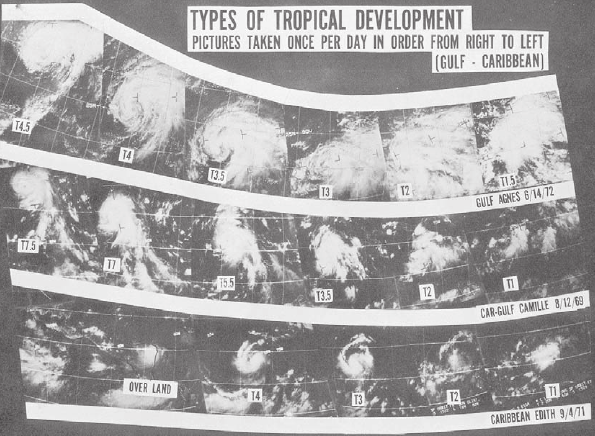
Image utilisée dans le papier original de Dvorak montrant l'évolution de trois systèmes

La prévision de l'intensité des cyclones tropicaux est plus difficile selon les prévisionnistes. Ceci est dû à la nature complexe de ces systèmes et à leur relative isolation de la circulation atmosphérique générale. Pour poser un diagnostic valable, il faut connaître la trajectoire qu'empruntera le cyclone, pouvoir calculer le potentiel thermodynamique de la masse d'air le long de celle-ci et connaître le cisaillement vertical des vents. De plus, il faut prendre en compte l'effet inhibiteur par friction qu'auront les côtes et îles traversées.
Différentes techniques ont été développées pour évaluer la phase dans laquelle se trouve le cyclone, mentionnons la technique de Dvorak qui utilise les images des satellites météorologiques. Il faut tenir compte dans ces évaluations du renouvellement de l'œil du cyclone qui se produit dans les ouragans/typhons/cyclones puissants et qui affaiblit temporairement ce dernier avant une ré-intensification.
Le Dr Kerry Emanuel, du Massachusetts Institute of Technology, a développé en 1988 un indice appelé Indice d'intensité potentielle maximale  pour calculer l'intensité maximale que peut atteindre un cyclone. Cet indice est fondé sur la température de la surface de la mer et le profil des températures verticales par les modèles de prévision numérique du temps. Le météorologue peut créer des cartes de cet indice auxquelles il superpose la trajectoire prévue antérieurement et en déduire la plus probable intensité future du système. Cette méthode ne tient pas compte du cisaillement vertical des vents qui peut augmenter ou diminuer l'intensité.
En phénomène à considérer, tant pour la trajectoire que pour l'intensité du cyclone tropical, est l'effet Fujiwara. Celui-ci décrit l'interaction entre deux cyclones s'approchant à moins de 1 450 km de l'autre. Il s'agit d'un phénomène assez commun dans l'océan Pacifique Nord à cause de son étendue.

### Pluviosité

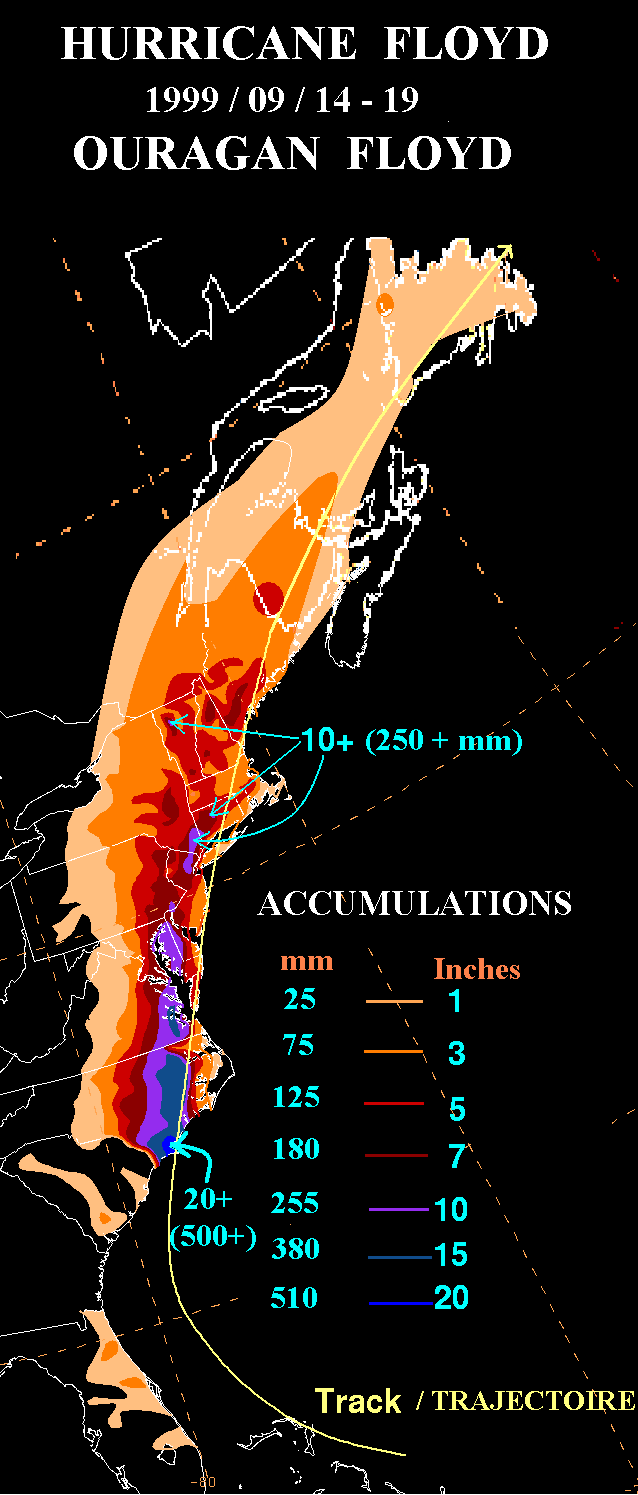
Accumulations de pluie avec louragan Floyd, rehaussées le long de la face Est des Appalaches

La prévision des quantités de pluie qui tomberont avec un cyclone tropical est particulièrement importante puisque la majorité des dégâts et des morts sont en fait causés par cet élément. Les pluies abondantes causent en effet des inondations, des coulées de boue et des glissements de terrain.
Les pluies sont plus importantes avec des systèmes qui se déplacent lentement. Ainsi l'ouragan Wilma qui se déplaçait lentement a causé plus de dégâts que d'autres ouragans de même intensité car il a déversé ses pluies sur une plus petite superficie. D'autre part, des endroits comme le Mexique, Haïti, la République dominicaine, la plupart de l'Amérique centrale, Madagascar, La Réunion, la Chine et le Japon sont généralement plus touchés parce que le relief montagneux donne un soulèvement supplémentaire à l'air ce qui augmente la précipitation. Finalement, un creux barométrique en altitude rencontrant le cyclone dans les latitudes moyennes augmentera également le soulèvement.
Une combinaison de ces facteurs peut être particulièrement dangereuse et donner des effets catastrophiques comme ce fut le cas avec l'ouragan Mitch lors de son passage en Amérique centrale alors que plus de 10 000 personnes ont péri.
Une règle empirique a été trouvée durant les années 1950 par R. H. Kraft pour prédire la quantité de pluie avec un ouragan. En mesurant les accumulations de pluie (en pouces) laissées par différents systèmes tropicaux aux États-Unis, grâce aux données des stations dans les régions affectées, il s'est rendu compte que le total équivalait à 100 divisé par leur vitesse de déplacement en nœuds,. Si on connait la vitesse de déplacement de l'ouragan, on peut donc prédire les chutes de pluie. Cette règle fonctionne assez bien, même dans d'autres pays, pour autant que le cyclone se déplace et que les stations météorologiques principales (espacement de 100 km entre les stations) soient utilisées pour le total. Naturellement, cette règle dépend de la densité du réseau de stations météorologiques, ce qui peut sous-estimer les maxima de précipitations, du diamètre du système et de la topographie du terrain. Au Canada, cette règle de Kraft a été modifiée pour tenir compte de la température des eaux limitrophes des provinces de l'Atlantique qui est plus basse et du cisaillement des vents selon la verticale qui est plus grand. On y divise le résultat par deux.
La première méthode semi-empirique pour prévoir les accumulations de pluie est celle de la climatologie et de la persistance. Durant les années 1950, le service de recherche du Atlantic Oceanographic and Meteorological Laboratory (en) a développé un modèle appelé r-CLIPER (pour rainfall climatology and persistence) qui extrapole les quantités notées actuellement dans un cyclone et les projette dans le temps en tenant seulement compte de la climatologique du terrain comme modulation. Les sorties de ce modèle, jusqu'à 120 heures, sont encore utilisées comme champ d'essai par les météorologistes et pour vérifier l'acuité des modèles numériques développés plus tard.
Une autre technique à court terme, appelée TRaP (pour Tropical Rainfall Potential technique), utilise les estimations faites par satellite de la quantité de pluie tombée et les extrapole selon la trajectoire actuelle pour 24 heures. Sa principale faiblesse est qu'elle ne tient pas compte de l'évolution du cyclone tropical mais cela est en général minime sur une période de 24 heures.

### Vents

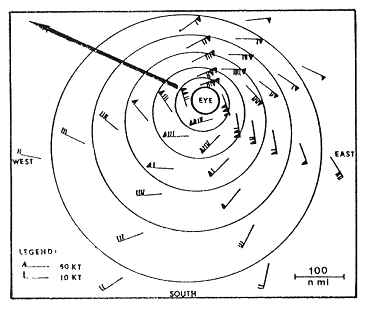
Distribution des vents autour d'un cyclone tropical dans l'hémisphère nord.

La force du vent autour des cyclones tropicaux dépend du quadrant où on se trouve par rapport au centre du système. En effet, pour un cyclone avec des vents moyens de 90 km/h qui commence à se déplacer (quelle que soit la direction) à 10 km/h, les vents mesurés seront de 100 km/h sur le côté où les vents sont dans la même direction que le déplacement et de 80 km/h de l'autre côté.
Comme dans l'hémisphère nord les vents tournent dans le sens anti-horaire autour d'une dépression, la composante dans la direction de déplacement se retrouve du côté droit du système, ce qui y donnent les vents les plus forts. Dans l'hémisphère sud, les vents tournent en sens inverse et c'est le côté gauche qui a les plus forts vents.
Les marins appellent ce côté le « demi-cercle dangereux » et tentent de l'éviter en suivant les prévisions météorologiques. L'addition maximale se produit en fait dans le quadrant le plus à l'avant du système, comme dans le graphique ci-contre, et c'est là que la mer est encore plus déchaînée. Inversement, les conditions météorologiques sont atténués (soustractives) de l'autre côté de la tempête.

### Tornades et ondes de tempête
Les vents poussent sur la surface de la mer, rehaussant le niveau de la marée en plus de produire des vagues importantes, c'est ce qu'on nomme l'onde de tempête. Celle-ci sera plus importante dans le quadrant nord-est dans l'hémisphère nord et celui sud-ouest dans l'hémisphère sud. En effet, les vents autour du cyclone et la direction de son déplacement s'additionnent dans ces régions pour augmenter l'effet.
Les tornades associées avec les systèmes tropicaux se retrouvent dans les mêmes secteurs car ce sont les quadrants où en général l'air venant de l'eau entre sur terre et se trouve dévié par la friction. Cette déviation cause une convergence de l'air vers le centre du système. S'il y en a une rotation en altitude associé aux méso-vortex de l'œil, cet convergence qui va lui permettre d'atteindre le sol.

## Modèles de prévision

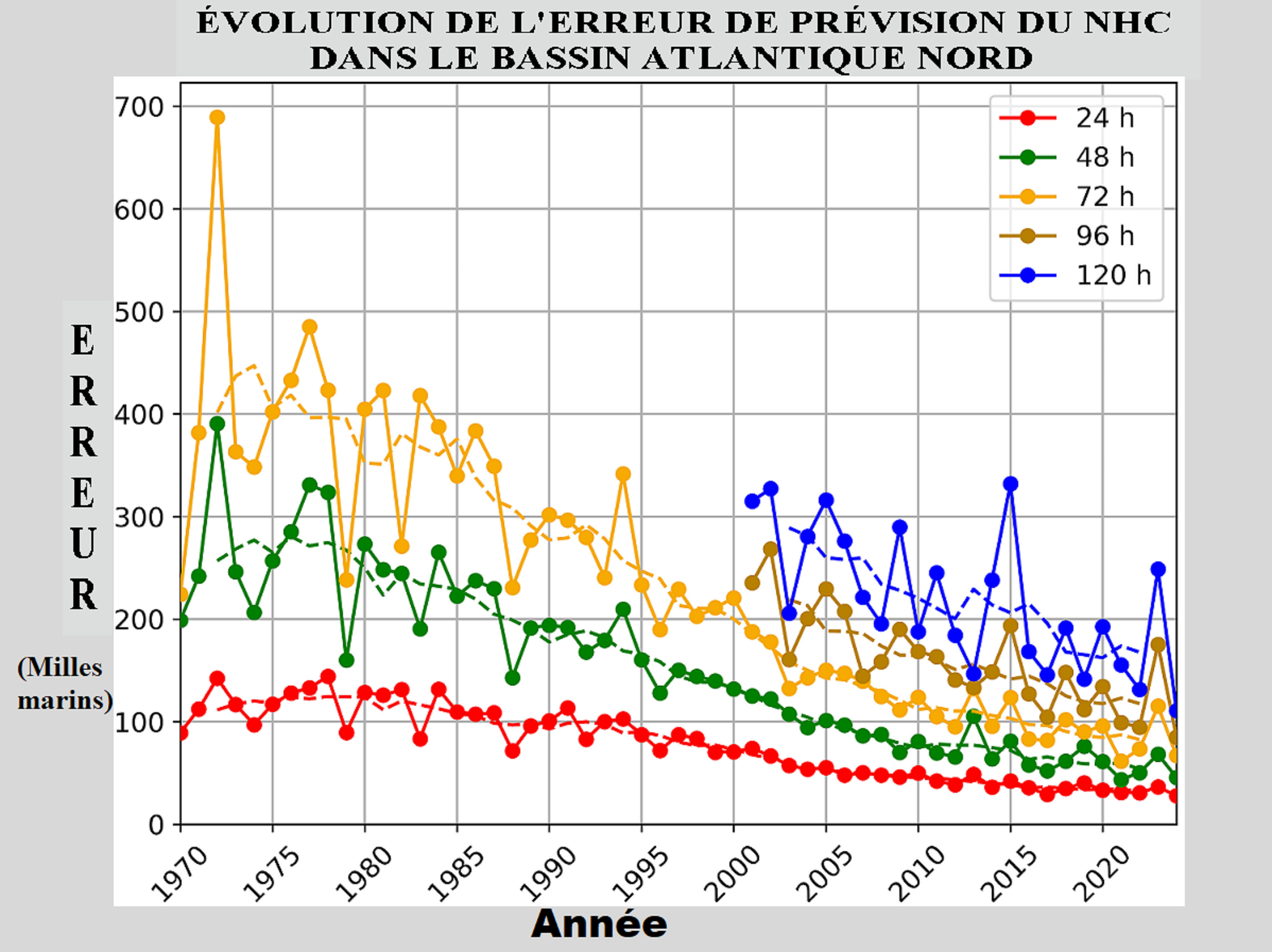
Diminution évidente de l'erreur de position de la trajectoire depuis les années 1970

Les mouvements de l'air et de l'humidité dans les cyclones tropicaux sont régis par les équations primitives atmosphériques, de la même manière que le reste de la circulation atmosphérique. Cependant, leurs échelles se situent entre celles des dépressions synoptiques et celle les systèmes de méso-échelle ce qui veut dire que certains paramètres de ces équations ne sont pas linéaires. De plus, ils se forment au-dessus des océans où les données d'observation sont rares. Les modèles numériques de prévision du temps généraux ont donc eu des problèmes à traiter ces systèmes. C'est pourquoi des modèles à plus haute résolution et incluant une paramétrisation spéciale ont été développés depuis les années 1970 afin de prévoir leur déplacement, intensité et pluviosité. L'augmentation des données obtenues par satellites météorologiques et les vols d'observations dans les ouragans ont permis de mieux connaître l'environnement de ces systèmes et à raffiner les modèles. En particulier, le lâché de radiosondes dans les cyclones tropicaux a permis de diminuer l'erreur sur la trajectoire de 15 à 20 pour cent. Plus récemment, l'utilisation de plusieurs modèles, chacun roulé plusieurs fois avec certaines variations dans les données initiales, permettent d'obtenir des solutions différentes. Une comparaison de ces solutions donne des statistiques d'ensemble qui permettent de trouver la solution la plus probable.

### Modèles généraux
Voici quelques modèles de prévision développés en partie ou totalement pour les cyclones tropicaux :

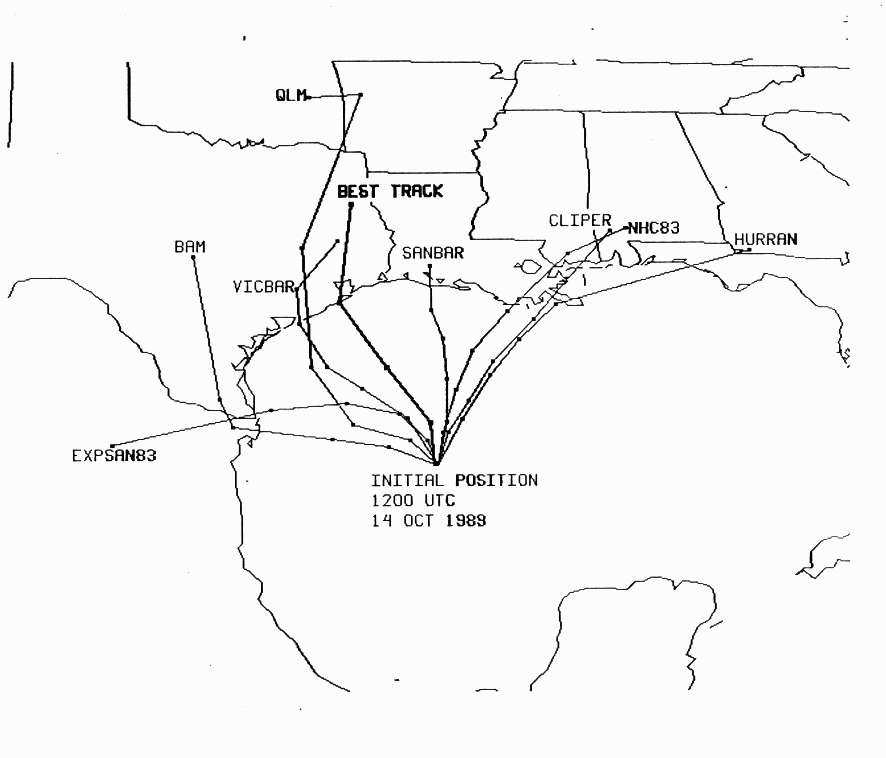
Prévision de la trajectoire par différents modèles pour l'ouragan Jerry de 1989.

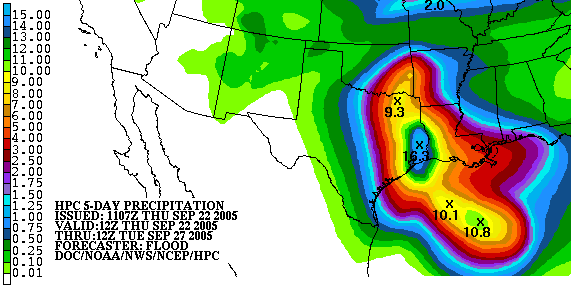
Prévision de quantités de pluie avec l'ouragan Rita (en pouces)

- Le modèle de base utilisé pour comparer les modèles entre eux est CLIPER (Climatologie et Persistance) ; c'est un modèle à régressions statistiques multiples qui utilise au mieux la persistance du mouvement actuel et incorpore aussi des informations climatologiques des cyclones passés. Paradoxalement, jusqu'aux années 80, les scores de CLIPER était meilleurs que ceux des autres modèles de prévision numérique ;
- Le modèle statistico-dynamique NHC98, utilise comme prédicteur le géopotentiel tiré du modèle aéronautique pour produire une trajectoire prévue quatre fois par jour. Les heures synoptiques de base pour les prévisions du NHC98 (00 and 12 UTC) sont tirées du précédent modèle pour l'aéronautique américain (12 heures avant) ;
- Les modèles NCEP Aviation, GFS et MRF, des modèles globaux ;
- Le modèle Bêta et Advection (BAM), pour lequel la trajectoire suit le vent moyen extrapolé du modèle aéronautique entre deux niveaux isobariques. Elle démarre de la position initiale de la tempête et on lui applique une correction qui tient compte de l'effet beta. Il y a trois versions pour ce modèle :
  - une pour les basses couches (BAMS), entre 850 et 700 hPa ;
  - une pour les couches moyennes (BAMM), entre 850 et 400 hPa ;
  - une pour les couches profondes (BAMD), entre 850 et 200 hPa ;
- Un modèle barotrope emboîté de prévision de trajectoire cyclone (VICBAR) tourne quatre fois par jour depuis 1989. À 00 et 12 TU, les calculs se font à partir des analyses du modèle NCEP. Pour l'initialisation des calculs de 06 et 18 TU, on prend les prévisions à 6 heures du NCEP. On utilise aussi de manière opérationnelle, toutes les six heures, un autre modèle barotropique, le LBAR (Limited-Area Barotropic Model), modèle barotropique à domaine limité, dont les performances sont moins bonnes que celle du VICAR mais dont les sorties plus rapides sont utilisées par le prévisionnistes du NHC ;
- Un modèle 3D à maille variable, développé par le Geophysical Fluid Dynamics Laboratory, connu sous le nom du modèle GFDL, fournit des prévisions depuis la saison cyclonique de 1992 ;
- Le United Kingdom Meterological Office global model (du Met Office) est utilisé pour les prévisions cycloniques dans le monde entier ;
- Le United States Navy Operational Global Atmospheric Prediction Systems (NOGAPS) est aussi un modèle global qui a quelques bons résultats en prévision de trajectoire de cyclone ;
- Le HWRF (Hurricane Weather Research and Forecasting) est un modèle dynamique utilisant les données du modèle à grande échelle NAM américain comme champs de départ. Il est prévu que ce modèle remplacera le GFDL. Il prévoit autant la trajectoire que l'intensité et les précipitations[26],[27] ;
- Le FSSE (Florida State Superensemble) est un modèle d'ensembles utilisé en exploitation depuis 2005 et qui a démontré une bonne performance quant à la prévision de la trajectoire. Ses spécifications sont peu connues car il est la propriété d'une compagnie privée formée par l'université et dont l'accès aux résultats est payant ;
- L’IFS du Centre européen pour les prévisions météorologiques à moyen terme, aussi connu comme le modèle européen ou l'ECMWF Euro, fournit une gamme de produits graphiques pour les prévisions relatives aux cyclones tropicaux (dépressions tropicales, tempêtes tropicales, ouragans et typhons). Ces produits comprennent des prévisions à haute résolution déterministes et d'ensembles des systèmes détectés et une prévision sur le développement future de cyclones tropicaux. Le modèle est roulé deux fois par jour à partir de l'ensemble, deux fois par semaine pour une plage étendue du mois à venir et une fois par mois pour les prévisions saisonnières[28].

### Modèles d'intensité
En dépit de la variété de modèles de prévision de trajectoire de cyclone cités ci-dessus, il n'existe que peu de modèles de prévision d'intensité. On note dans le bassin Atlantique :
- Semblable au modèle de prévision de trajectoire CLIPER, le modèle de Statistique de Prévision d'Intensité (SHIFOR) est utilisé pour les prévisions de changement de l'intensité mais reste peu fiable. C'est un modèle statistique à régressions multiples qui utilise au mieux la persistance et incorpore des données climatologiques. Étonnamment, on n'arrive pas à améliorer SHIFOR en lui fournissant des données de modèles numériques ;
- Le modèle statistico-synoptique, Statistical Hurricane Intensity Prediction Scheme (SHIPS) dont les sources d'informations synoptiques sont la température de l'eau de mer, le cisaillement vertical du vent, etc. qu'il combine avec la tendance de l'intensité du cyclone. En 1996, pour la première fois, les performances de SHIPS ont été meilleures que celles de SHIFOR entre 24 et 72 heures, bien que cette différence soit minime ;
  - Le modèle DSHP (Decay SHIP) est identique au SHIPS mais diminue l'intensité lorsque le cyclone passe sur terre ;
- Le modèle GFDL, cité plus haut donne aussi des prévisions de changement d'intensité. Mais à ce jour, ses résultats restent moins bons que par exemple SHIFOR ;
- Le FSSE donne une valeur d'intensité des systèmes. Il intègre dans son cycle d'analyse les prévisions du National Hurricane Center en plus des données objectives ;

### Modèles d'onde de tempête

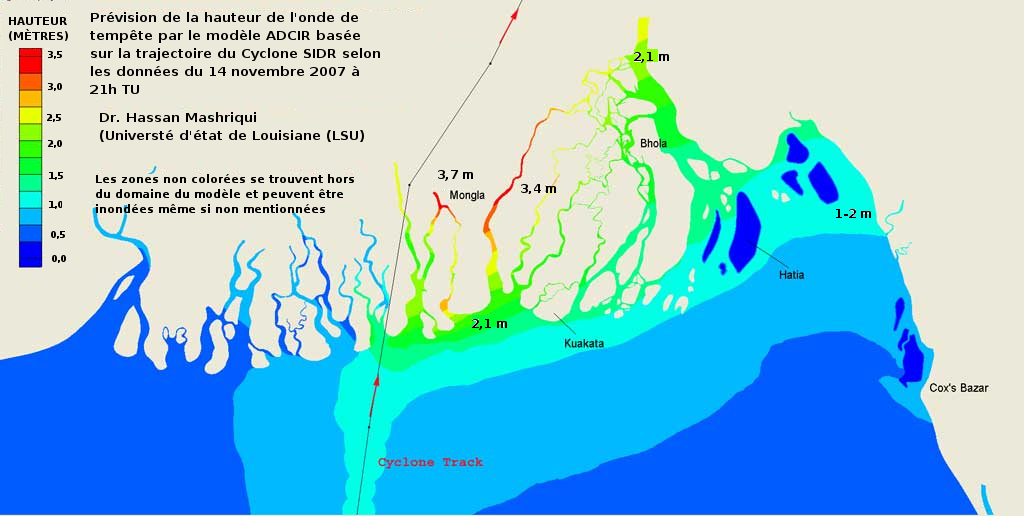
Carte de prévision de la hauteur de l'onde de tempête pour le cyclone Sidr

Le principal modèle utilisé aux États-Unis pour prévoir les ondes de tempêtes est appelé SLOSH (Sea, Lake, Overland, Surge from Hurricanes. Il utilise le diamètre du système, son intensité, sa vitesse de déplacement et la topographie des côtes menacées pour prédire la hauteur de l'onde. La sortie dépend fortement de la prévision de la trajectoire et c'est pourquoi il donne la probabilité de ces hauteurs par zones autour de la trajectoire plutôt des valeurs directes.
Le Dr Hassan Masquariqui de l'Université d'État de Louisiane a développé avec son équipe un modèle qu'il a utilisé lors du cyclone Sidr ce qui a permis d'alerter les autorités du Bangladesh de la possibilité d'inondations et de sauver des centaines de milliers de vie,. On voit très bien sur l'image de droite que les plus fortes hauteurs se retrouvent dans le quadrant nord-est de la trajectoire (ligne avec flèche) comme discuté précédemment.

### Modèles à long terme
Avant les années 1990, les prévisions numériques ne dépassaient pas 72 heures (trois jours), les techniques et modèles numériques n'étant pas assez précis. Vers le milieu des années 1990, les recherches dans le domaine des systèmes tropicaux ont permis d'augmenter la période de prévision. En 2001, la réduction de l'erreur sur la trajectoire permettaient aux sorties des modèles d'être utiles jusqu'à cinq jours. Dans certains cas, cette prévision a pu être étendue au sixième et même au septième jours.
Dernièrement, les chercheurs de la Colorado State University ont trouvé des corrélations statistiques entre le développement des cyclones tropicaux de l'Atlantique nord et divers phénomènes météorologiques entre l'Afrique de l'ouest et les Antilles. Elle émet depuis 1984 une prévision saisonnière dont les résultats se sont révélés supérieurs à la climatologie. D'autres centres de recherche ont emboîté le pas depuis ce temps pour d'autres bassins comme ceux du Pacifique nord-ouest et de la zone australienne Les prédicteurs de ces derniers sont reliés à la circulation de Walker, à l'ENSO, aux Oscillation de l'Atlantique Nord et de l'Arctique (similaires à l'Oscillation australe) et au patron nord-américain du Pacifique